# Nomenclatura
La nomenclatura è un sistema di denominazione di oggetti, procedure o principi in una data categoria. Il principio di assegnazione di un nome può variare, ma solitamente esso è basato su convenzioni relative all'ambiente in cui si sta agendo (eg. geografia, astronomia, biologia, chimica). Linneo ne rese popolare uno dei più noti esempi: egli usò il sistema di nomenclatura binomiale per dare un nome agli animali e alle piante.

## Etimologia
Il termine nomenclatura deriva dal latino nomen (nome) e calare (chiamare). Il termine latino nomenclatura era riferito ad una lista di nomi.

## Altro
L'espressione russa nomenklatura fa riferimento ad un sistema di patronaggio governativo usato in molti paesi governati da dittature di stampo socialista.